# Genlog
Genlog is een Duitse muziekband die elektronische muziek maakt in het genre trance en subgenre hard trance. De groep werd begin jaren 90 opgericht door Oliver Kuntzer en Claus Pieper, later aangevuld met Ingo Kays en Ralf Merlé. Tegenwoordig maken alleen de twee oprichters nog deel uit van de groep.
Genlog kende het meeste succes in 1992 met hun hit Mock Moon (ook Mockmoon gespeld), dat uitgebracht werd op het Belgisch platenlabel Music Man Records, waardoor het ook opgepikt werd in de compilatiereeks Serious Beats. Hun nummer Revolution werd opgenomen in de Thunderdome-compilaties. In 1996 brachten ze het album Alive and Kicking uit en in 1998 het album Rosa Lauschen.
Na een remix van Mock Moon in 2002 bleef het stil rond Genlog.